# 入門
入門（にゅうもん）とは、ある分野について学習を始めることである。
伝統的な教育のあり方では、学習とは特定の師について全人格的に学ぶことであった。そのとき入門とは、文字通り師の家の門をくぐり、弟子となって、道場や私塾・寺子屋などで学び始めることであった。弟子入りを許すかどうかは師となる人物の裁量であり、入門に当たって当該分野に関するある程度の知識や経験を要求される場合も少なくないため、「入門者＝未経験者・初心者」に当たらない場合もある。丁稚や大工などに就職する場合にも入門と呼ばれることがある。
茶道では、「基本的な稽古を行うことを許可する」という意味合いの許状を指し（詳しくは表千家#許状、裏千家#許状を参照）、茶道を学ぶものは「入門」の許状を得て初めて稽古を受けることが許されるというのが原則である。
大学では、本格的に専門分野を学ぶ以前の段階の新入学生向けに「法学入門」「経済学入門」などといった名称に入門を含んだ授業を設置している所がある。また、通常未経験者・初心者向けに出版されている書籍を「入門書」と呼ぶ。分野によっては入門書しか売れないこともある。